# Acmaeodera pilosellae
Acmaeodera pilosellae ist ein Käfer aus der Familie der  Prachtkäfer und der Unterfamilie Polycestinae. Die Gattung Acmaeodera ist in Europa mit 25 Arten vertreten, die in drei Untergattungen eingeteilt werden. Acmaeodera pilosellae wird zur Untergattung Acmaeodera gerechnet, die in Europa mit fünf Arten vertreten ist. Die Art Acmaeodera pilosellae kommt in Europa nur in der Unterart Acmaeodera pilosellae pilosellae vor. Im Internet findet man auch den deutschen Namen Welliggefleckter Prachtkäfer.
|                                       |                       |
| Abb. 1: Zwei verschiedene Zeichnungen |                       |
|                                       |                       |
| Abb. 2: Vorderansicht                 | Abb. 3: Seitenansicht |
|                                       |                       |
| Abb. 4: Paarung                       |                       |

## Bemerkungen zum Namen
Der Käfer wurde erstmals 1812 von Bonelli unter dem Namen Buprestis pilosellae beschrieben. Die Beschreibung enthält den Satz Mensibus aestivis rara in Pilosellis in Sylva de la Venaria (lat. in den Sommermonaten selten auf Pilosella im Wald von Venaria). Der Artnamen pilosellae des Käfers erklärt sich also durch die Funde auf Pilosella, einem Habichtskraut, im Wald von Venaria (bei Turin). Den Käfer findet man jedoch auch auf zahlreichen anderen Blüten.
Der Gattungsname Acmaeodera geht auf Eschscholtz 1829 zurück. Er ist von altgr. ακμαίος „akmāīos“ für „kräftig“ und δέρη „dére“ für „Hals“ abgeleitet. Eschscholtz grenzt die Gattung durch das hinten gerade abgeschnittene Halsschild von ähnlichen Gattungen ab.
Der wenig gebrauchte Name Welliggefleckter Prachtkäfer spielt auf die Zeichnung auf den Flügeldecken an.

## Eigenschaften des Käfers
Der Käfer wird sieben bis neun Millimeter lang. Er gehört innerhalb der Gattung zu den nur mäßig zylindrisch gebauten Arten. Kopf, Körper und Extremitäten sind hell kupferfarben, die Flügeldecken dagegen sind gelblich braun bis gelborange mit einer dunklen Zeichnung entlang der Naht und an den Seiten, von ähnlicher Farbe wie Kopf und Halsschild. In der Färbung und der Zeichnung ähnelt der Käfer der Art Acmaeodera edmundi. Der Kopf, der Halsschild und die Basis der Flügeldecken sind lang und zottig behaart, die Behaarung der Flügeldecken ist hinter der Basis abstehend, kurz, und spärlicher. Acmaeodera edmundi ist dunkler und die Behaarung ist bei dieser Art nicht zottig.
Der Kopf ist senkrecht zur Körperachse gesenkt. Seine Behaarung ist weißlich und vorwiegend nach vorn geneigt. Die großen Augen sitzen seitlich. Die relativ kurzen, elfgliedrigen Fühler sind ab dem vierten Glied gezähnt und zwischen den Augen eingelenkt.
Der Halsschild ist mehr als doppelt so breit wie lang. Am Kopf ist er so breit wie dieser, seine größte Breite besitzt er im dritten Viertel und er ist dort merkbar breiter als die Flügeldecken. Zur Basis hin verjüngt er sich wieder auf die Breite der Basis der Flügeldecken. Ein Längseindruck ist mehr oder weniger deutlich. Nahe der Basis des Halsschilds befinden sich drei deutliche Grübchen, das mittlere ist am auffälligsten. Die Vorderwinkel liegen tiefer als die Hinterwinkel, alle vier Winkel sind von oben nicht sichtbar. Von den Hinterwinkeln läuft ein Seitenrand auf die Vorderwinkel zu, erreicht diese jedoch nicht. Der Halsschild ist dicht punktiert und weißlich behaart. Die Basis des Halsschildes ist, typisch für die Gattungen Acmaeodera und Acmaeoderella, kurz längs geriffelt.
Ein Schildchen fehlt.
Die Flügeldecken sind sowohl der Länge als auch der Breite nach nur wenig gewölbt. Im Bereich der Schultern befindet sich eine Erhöhung, der Callus humeralis. Jede Flügeldecke trägt zehn vertiefte Punktreihen aus länglichen Punkten.
Die Seiten der Flügeldecken verlaufen von oben betrachtet über zwei Drittel annähernd parallel, danach verschmälern sie sich grob ellipsenförmig.
Der Seitenrand der Flügeldecken verläuft von der Seite gesehen hinter den Schultern nur sanft nach oben geschwungen, er ist nicht ausgerandet. Im hinteren Bereich ist der Außenrand der Flügeldecken fein gesägt. Die Zeichnung der Flügeldecken ist sehr variabel. In der Regel verbindet am Außenrand ein schmaler dunkler Streifen mehrere unregelmäßige Flecken, und entlang der Flügeldeckennaht verläuft ein dunkles Band, das seitlich mit unregelmäßigen Flecken zusammenfließt. Die Flügeldeckenbasis ist ebenfalls dunkel.
Die Art Acmaeodera pilosella gehört innerhalb der Untergattung Acmaeodera zur cylindrica-Gruppe. Genitalmorphologisch besitzen die Arten der cylindrica-Gruppe im  männlichen Geschlecht einen stark sklerotisierten Penis mit dreieckiger kleiner Lamina, bei den Weibchen ist der Ovipositor sehr kurz und deutlich sklerotisiert (näheres bei Volkovitch).
Die Beine sind von gleicher Farbe wie der Körper, punktiert und ebenfalls behaart. Alle Tarsen sind viergliedrig.

## Biologie
Die Käfer sind nicht nur, wie der Name vermuten lassen könnte, an Habichtskräutern, sondern an sehr verschiedenen Blüten zu finden. Außer gelbblühenden Korbblütlern werden Windengewächse genannt. Auch die Schafgarbe wird angegeben. Die Larve entwickelt sich in zahlreichen Sträuchern und Laubbäumen (Ahorn, Mandel, Haselnuss, Weißdorn, Colutea, Walnuss, Pistazie, Prunus, Quercus). In Bulgarien kommt der Käfer bis in 800 Meter Höhe von April bis August vor. Aus Mazedonien wird der Käfer auch aus über 1500 m Höhe gemeldet. Aus Griechenland werden Funde von Mitte April bis Ende Juli aus lockerem Buschwald der Ebene und tieferer Berglagen angegeben. Auf Sizilien wurde beobachtet, dass der Käfer an Zelkova sicula (Ulmengewächse) die Eier einzeln auf der Rinde von Zweigen ablegt, die durch Dürre gestresst sind. Die Larve bohrt breite Gänge in die Zweige und bringt sie dadurch zum Verdorren.

## Vorkommen
Die Art ist fast ums ganze Mittelmeer heimisch (holomediterran). Die Nominatform ist aus Südtirol, Spanien, Frankreich, Italien, Ungarn, Rumänien, Slowenien, Kroatien, Bosnien und Herzegowina, Montenegro, Albanien, Mazedonien, Bulgarien, Griechenland und der europäischen Türkei bekannt. Mit weiteren Unterarten erstreckt sich das Verbreitungsgebiet auch nach Algerien, Syrien, Jordanien, Israel, die Türkei, Transkaukasien, Iran und Turkmenistan.